# Tiefenbachtal bei Simmerath mit Nebenbächen
Das Tiefenbachtal bei Simmerath mit Nebenbächen ist ein Naturschutzgebiet (NSG-Kennung ACK-086) in der nordrhein-westfälischen Gemeinde Simmerath. Es ist rund 164,2 Hektar groß und wurde 2002 mit dem Landschaftsplan Simmerath ausgewiesen. Das Gebiet umfasst den Tiefenbach vom Quellbereich bis kurz vor der Mündung in die Rur sowie Nebenbäche und an die Fließgewässer anschließende Wald- und Grünlandbereiche im Talraum.
Das Naturschutzgebiet liegt mit Ausnahme weniger Randflächen fast vollständig im größeren FFH-Gebiet DE-5403-304 Oberlauf der Rur. Dadurch gehören die entsprechenden Bereiche zum europäischen Schutzgebietsnetz Natura 2000.

## Gebietsbeschreibung
Der Tiefenbach entspringt am südwestlichen Ortsrand von Simmerath. Weckelbach, Emsenbach sind die größten Zuläufe auf dem Weg zur Mündung in die Rur bei Dedenborn.
Das Tiefenbachtal besteht aus einem tief eingeschnittenen Sohlental mit natürlichen Bergwäldern. Durch das sehr naturnahe Bachsystem mit einer Bachsohle aus groben Geröll und die sehr gute Wasserqualität ist die Bachfauna sehr artenreich. Der Tiefenbach speist sich aus fünf Quellbächen. Das Bachbett hat eine Breite zwischen einem und zwei Metern. Leicht mäandrierend fließt er auch über kleine Kaskaden zu Tal. Ewas oberhalb der Mündung in die Rur speist er einige Fischteiche.
Der letzte Abschnitt des Tiefenbachs unterhalb der Fischteiche bis zur Mündung liegt im angrenzenden NSG Rurtal mit den Felsbildungen der Uhusley. Südlich der Fischteiche grenzt außerdem das NSG Brombachtal und Brommersbachtal mit Nebenbach an.

## Flora und Fauna
Die offenen im Oberlauf befindlichen Bereiche werden extensiv beweidet. An den anschließenden hangseitigen, unteren Hängen sind teilweise Magerweiden zu finden mit lokalen Quellsümpfen. Im Bereich von Huppenbroich sind die Magerweiden von alten Buchenhecken gesäumt und mit Ohrweiden und Erlen verbuscht. Im Mittel und Unterlauf sind noch umfangreichere, alte Eichenwaldbestände zu finden.
Zweck des Naturschutzgebietes ist auch die Erhaltung der vielfältigen Vogelwelt. Der Eisvogel ist hier anzutreffen, weiterhin Schwarzspecht und Grauspecht.